# Kloster St. Ulrich und Afra (Augsburg)

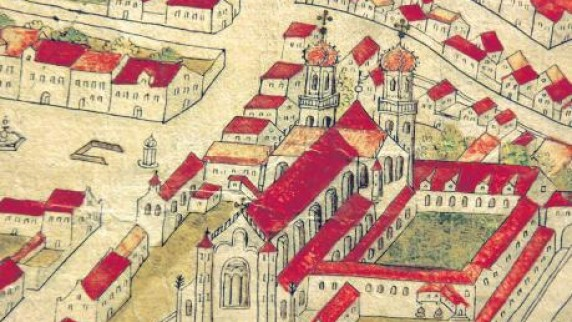
Stiftskirche und Abtei, Abbildung aus dem Seld-Plan von 1521

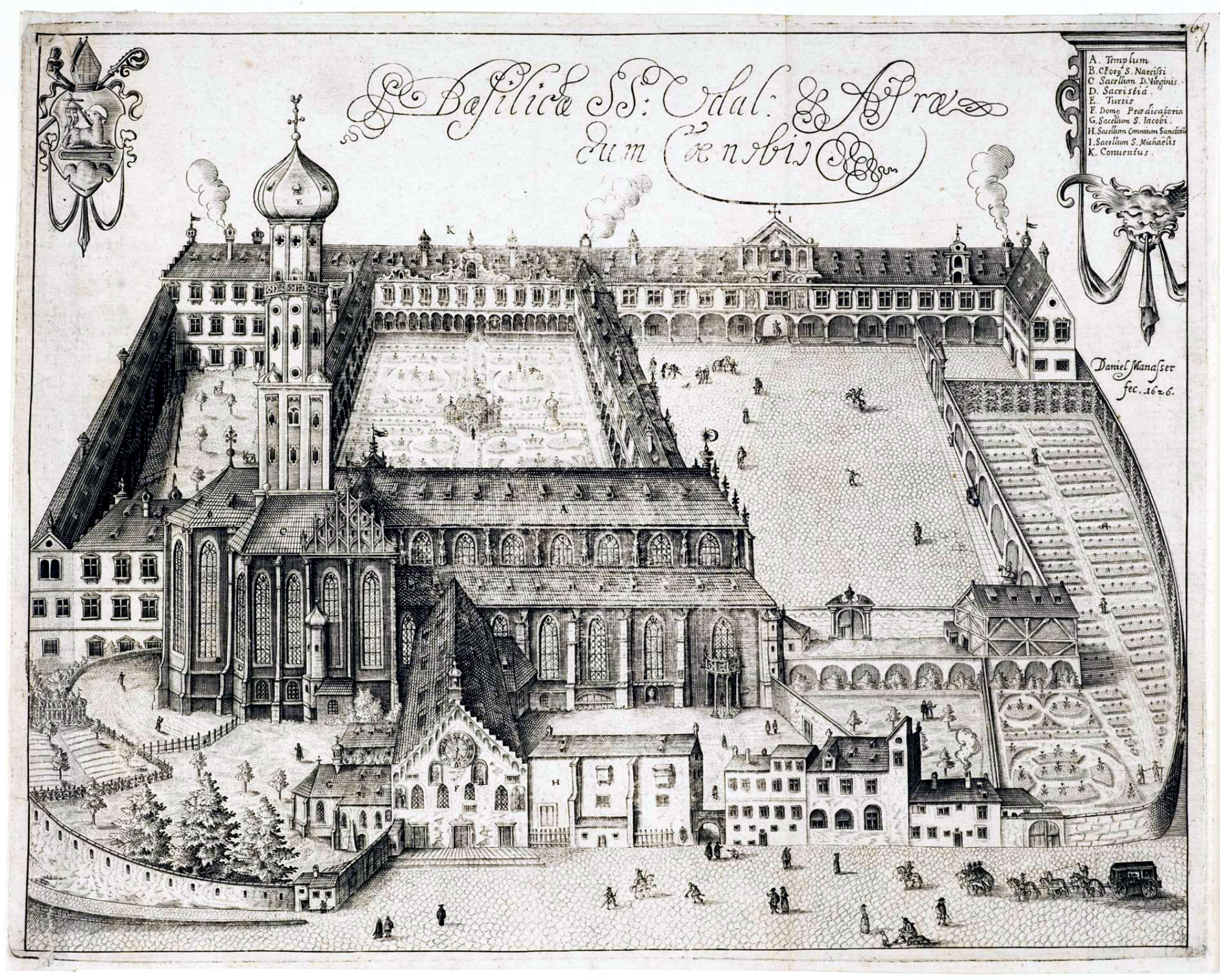
Benediktinerabtei St. Ulrich und Afra Illustration von 1627

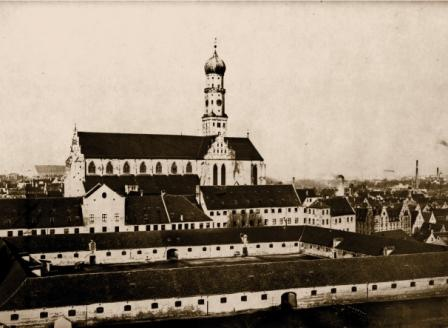
St. Ulrich und die zur Kaserne umfunktionierten ehemaligen Klostergebäude, ca. 1900

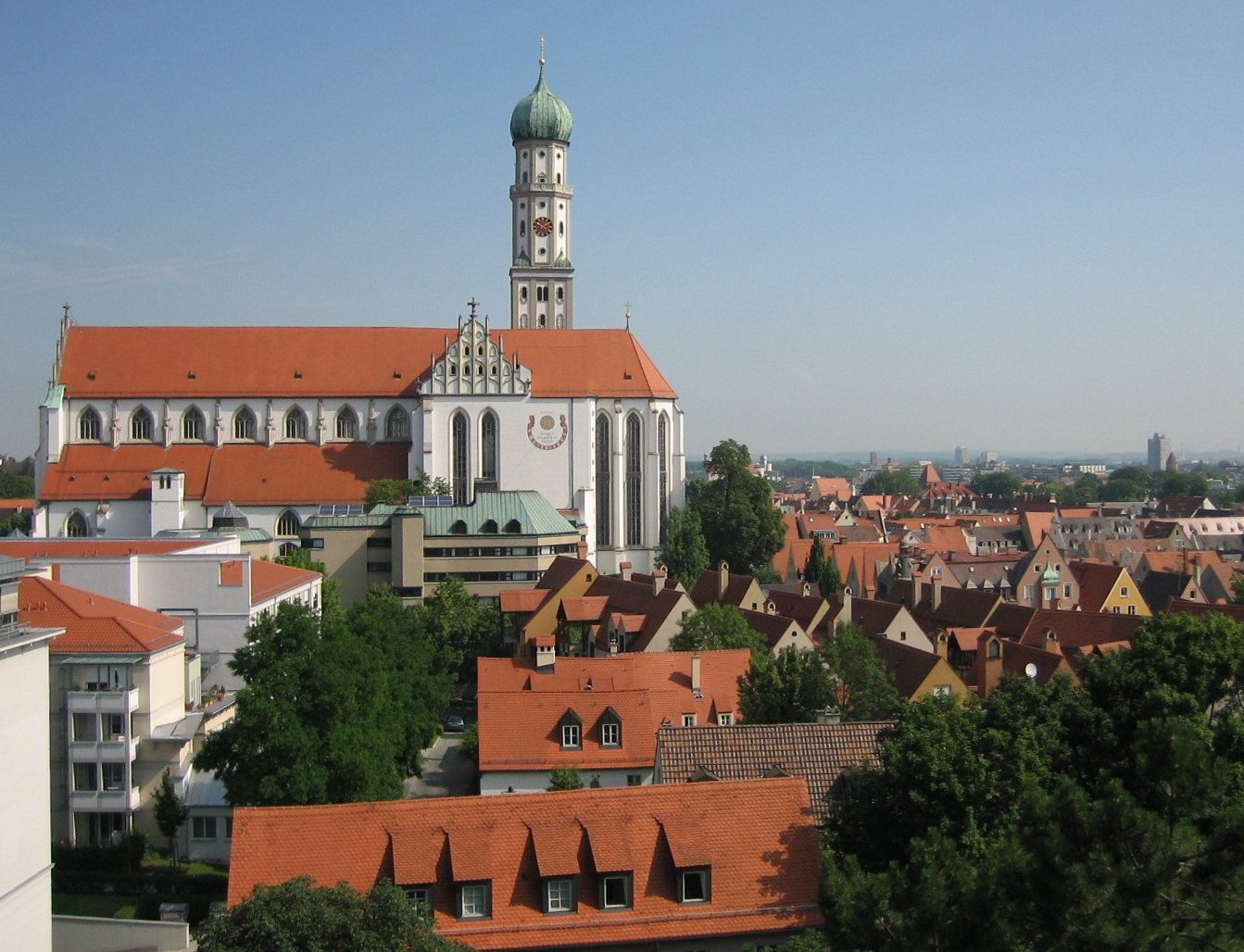
St. Ulrich und Ulrichsviertel, hinter der Kirche steht anstelle des Klosters seit 1975 ein Tagungshotel

Das Kloster Sankt Ulrich und Afra war eine Reichsabtei des Benediktinerordens in der südlichen Altstadt von Augsburg in Bayern auf dem Gelände des heutigen Hauses Sankt Ulrich.

## Geschichte

### Vom Kloster zur Reichsabtei
Die Anfänge des geistlichen Lebens werden in einer benediktinischen Mönchsgemeinschaft nach 743 vermutet. Besser belegt ist, dass ein hier bestehendes Kollegiatstift St. Afra zwischen 1006 und 1012 (nach Klostertradition 1012) durch Bischof Brun, Bruder Kaiser Heinrichs II., in ein Benediktinerkloster umgewandelt und unter einem ersten Abt Reginbald neu mit Mönchen aus der Abtei Tegernsee besetzt wurde. Die Kanoniker gingen an die Domkirche. 1323 nahm der spätere Kaiser Ludwig IV. der Bayer das Kloster in Schutz. Im Jahr 1410 erlangte Abt Johannes Kissinger (1403–1428) die Pontifikalien. Die heutige 1474 begonnene ehemalige Abteikirche wurde 1500 bei der Grundsteinlegung des Chores von Kaiser Maximilian I. zum „Reichsgotteshaus“ erklärt. Trotz päpstlicher und kaiserlicher Privilegien konnte sich das Kloster bis zum Ausgang des Mittelalters nicht von der bischöflichen Abhängigkeit befreien.
Berühmtheit erlangte das Kloster durch seine umfangreiche Bibliothek. So entstanden dort in den Schreibstuben Chroniken, Heiligenviten und Notenschrifte. Noch kurz vor ihrer Auflösung verfügte die Abtei über 689 Handschriften und 1000 Frühdrucke. Die meisten Werke sind bis heute erhalten. Durch die Melker Reform im 15. Jahrhundert gelangte das Kloster zu einer zweiten Blüte und war zeitweise eines der bedeutendsten Stifte Süddeutschlands. Auch für die Entwicklung der Kalligrafie und Typografie spielte das Kloster eine prägende Rolle: Mit Beginn des Buchdrucks wurde Günther Zainer 1468 der erste Drucker der Inkunabelzeit in Augsburg. Er leitete die Druckerei des Klosters und schuf gedruckte Bücher von hoher Qualität und Schönheit nach dem Vorbild mittelalterlicher Handschriften. Der Schreiber und Subprior Pater Leonhard Wagner war der bedeutendste Kalligraph der deutschen Renaissance, er entwickelte auch eigene Schriftarten.
In der Reformationszeit, mit dem Verbot der katholischen Messe 1537 in Augsburg, entschlossen sich die Mehrzahl der Benediktiner für ein konfessionelles Exil in Unterwittelsbach. Nach der Rückkehr 1548 begann unter Abt Jakob Köplin ein Kampf um die weltliche Unabhängigkeit vom Hochstift Augsburg. 1577 erlangte das Kloster schließlich den Rang einer freien Reichsabtei. Auch nach Erwerb der Reichsunmittelbarkeit galt das Stift in Schwaben nur als Insasse. Das Hochgericht behielt sich die Markgrafschaft Burgau vor. Mit dem Hochstift Augsburg wurde ein Streit um die Reichsstandschaft geführt und erst 1643/44 von Bischof und Kaiser endgültig anerkannt. Obwohl nicht in der Reichsmatrikel verzeichnet, wurde St. Ulrich und Afra im Schwäbischen Reichskreis zur Gestellung von Soldaten herangezogen.

### Säkularisation
Das Kloster wurde 1802 im Zuge der Säkularisation aufgelöst. Bereits im September 1802 hatten Soldaten der kurbayerischen Infanterie die Reichsabtei besetzt. Um wenigstens den Fortbestand seines Konvents zu sichern, bat der letzte Reichsabt Gregor Schäffler noch am 20. Oktober 1802 das Kurfürstentum Bayern um die Umwandlung in ein landsässiges Kloster. Mit dem Verzicht des Kurfürstentums Bayern auf das Areal ging die Landeshoheit auf die Reichsstadt Augsburg über. Noch bis 1805 verblieben die Mönche im aufgehobenen Kloster. Der Besitz wurde dann zwischen der Stadt und dem Staat aufgeteilt. Die Abteikirche wurde 1810 zur Stadtpfarrkirche.
1805 wurden ein Militärspital und eine Kaserne für die Kavallerie unter dem Namen Ulrichskaserne in der Klosteranlage eingerichtet. Eine neue Benediktinergemeinschaft in Augsburg wurde 1835 als Abtei St. Stephan gegründet. Die Kaserne blieb bis zum Zweiten Weltkrieg bestehen, als im Februar 1944 bei einem Luftangriff große Teile der Stadt zerstört wurden. Nachdem die Trümmer erst 1968–1971 beseitigt wurden, steht das Tagungshotel Sankt Ulrich der Diözese Augsburg seit 1975 an dieser Stelle.

## Territorium
Dem Stift gehörten zeitweise mehr als 300 Siedlungen. Diese waren seit dem 15. Jahrhundert in Baudingbezirke unterteilt, wie Bonstetten, Reinhartshofen, Häder und Erkhausen. Zu den weiteren Besitzungen gehörten die Hofmarken Dasing und Unterliezheim sowie die Herrschaft Finningen. Für Unterliezheim, das unter pfalz-neuburgischer Landeshoheit stand, war der Abt von St. Ulrich und Afra pfalz-neuburgischer Landstand. Wegen hoher Schulden verlor das Stift zwischen 1755 und 1788 einen großen Teil seines Grundbesitzes. 1802 besaß St. Ulrich und Afra in und um Augsburg neben 100 Häusern, Gärten, Wiesen, Änger, Mühlen und die obere Lechbrücke samt Zollhaus.

### Liste ehemaliger Besitzungen
- Landkreis Aichach-Friedberg: Haunsried; Haunswies; Obermauerbach, Oberschneitbach, Untergriesbach; Arnhofen, Eisingersdorf, Gaulzhofen, Stotzard, Wachenhofen; Bitzenhofen, St. Franziskus, Laimering, Tattenhausen, Unterzell, Wessiszell; Ganswies; Friedberg, Hügelshart, Ottmaring, Rederzhausen, Wiffertshausen; Hirschbach, Hollenbach, Igenhausen, Schönbach; Mangelsdorf, Mittelham, Unterschönbach; Hochdorf, Merching, Steinach; Mering; Gebersdorf, Hohenried; Allmering, Rehling, Rohrbach; Hörmannsberg, Sirchenried, Zillenberg; Allenberg, Bergen; Tödtenried; Eresried, Steindorf; Sand, Todtenweis
- Landkreis Augsburg: Eppishofen, Unterschöneberg; Bobingen, Burgwalden; Bonstetten; Häder, Lindach, Neuhäder, Schempach; Ellgau; Aretsried, Fischach, Reitenbuch; Gablingen; Edenbergen, Gersthofen; Albachried, Wollishausen; Ahlingen; Buch, Maingründel; Langenreichen; Rielhofen; Oberottmarshausen; Erkhausen, Hilpoldsberg; Wehringen; Vallried; Stadt Augsburg, Bergheim, Göggingen, Haunstetten, Inningen
- Landkreis Dachau: Schielach; Dirlesried; Pfaffenhofen an der Glonn, Wagenhofen, Unterumbach
- Landkreis Dillingen an der Donau: Dietenheimerwörth, Unterglauheim, Wolpertstetten; Oberfinningen, Unterfinningen; Deisenhofen; Bocksberg, Laugna, Modelshausen; Lutzingen, Unterliezheim; Beurerhof, Beurermühle, Demharthöfe, Riedsend, Wengen; Hirschbach, Wertingen; Marzelstetten
- Landkreis Fürstenfeldbruck: Mittelstetten; Steinbach
- Landkreis Günzburg: Nachstetten; Hellersberg, Schönebach
- Landkreis Landsberg am Lech: Egling, Hattenhofen; Holzhausen; Stoffen
- Landkreis Neuburg-Schrobenhausen: Aresing, Rettenbach; Birglbach, Gachenbach, Hardt, Westerham
- Landkreis Ostallgäu: Hermanstetten; Lamerdingen; Stöttwang
- Landkreis Unterallgäu: Kirchheim; Schöneberg; Salgen[7]

### Wappen mit Bezug zum Stift

Bonstetten
Häder
Haunstetten
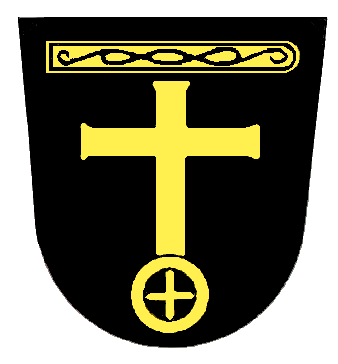
Hirblingen
Kissing
Merching
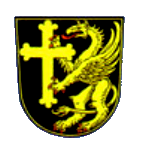
Reinhartshofen
Reitenbuch
Scherstetten